# Kyynärälampi
Kyynärälampi är en sjö i kommunen Kuusamo i landskapet Norra Österbotten i Finland. Arean är 40 hektar och strandlinjen är 5,41 kilometer lång. Sjön  ingår i Kems huvudavrinningsområde.   Den ligger omkring 230 kilometer öster om Uleåborg och omkring 680 kilometer norr om Helsingfors. 